# Faemino y Cansado
Faemino y Cansado és un duet espanyol d'humoristes que pren el seu nom dels cognoms artístics dels seus components, Carlos Faemino i Javier Cansado. Van començar la seva carrera a Madrid amb espectacles de carrer, posteriorment en teatres i van continuar amb aparicions en televisió, fins i tot amb un programa propi. Fins a l'actualitat, que segueixen omplint teatres. El seu humor, encara que sol etiquetar-se com inclassificable, es pot considerar com absurd, intel·ligent i surrealista.

## Història
Es van conèixer a Madrid el 1980, coincidint en diversos treballs i creant una ferma amistat.

### El Retiro (Madrid)
Els primers espectacles "oficials" els van donar a l'aire lliure al madrileny parc d'El Retiro de Madrid, famós per les actuacions espontànies de diversos artistes que allà es donaven cita. Va ser un diumenge de setembre de començaments de la dècada dels 80. Van oferir quatre actuacions aquell matí, amb més llums que ombres. El veritable motiu d'aquell començament va ser recaptar diners per a convidar a menjar els seus amics a un restaurant xinès. Des de llavors van acudir regularment a oferir els seus espectacles en El Retiro. Van coincidir amb humoristes com Pedro Reyes i Pablo Carbonell, en l'època de major i millor activitat artística del parc.
Van actuar en aquest escenari durant prop de quatre anys, arribant a oferir espectacles de més de dues hores de durada. Se'ls va conèixer al principi com "Els del mono vermell", (encara que el seu veritable nom artístic era Tato i Kiko), per la vestimenta que duien en aquells dies. Més endavant es van batejar com "Els germans Benítez". Finalment, cap al final d'aquesta època es van passar a anomenar Faemino i Cansado

### Bars i teatres
Als últims anys van començar a compaginar les actuacions d'El Retiro amb espectacles en bars de la perifèria de Madrid. D'aquí van donar el salt a teatres. Se'ls començava a conèixer.

### La televisió
Van començar a la televisió als programes infantils La bola de cristal i Cajón Desastre. Amb això van aconseguir donar-se a conèixer davant el gran públic, fins a tal punt que van tenir l'oportunitat de realitzar una sèrie de 9 programes propis d'aproximadament mitja hora de durada: El orgullo del tercer mundo, emesos per TVE2. El programa es gravava en una sala de festes i en ell empraven una posada en escena similar a la dels seus espectacles teatrals, quasi sense decorat i amb escassa indumentària especial.
En aquest programa es va encunyar l'expressió "jo llegeixo a Kierkegaard", resposta del públic en un moment d'un dels seus gags. Aquesta frase va néixer com resposta a la idea dels productors del programa que era necessari crear una frase significativa que pogués fer-se popular. Ells l'hi van prendre de broma i es van inventar aquesta expressió pensant que mai podria calar entre la gent. Però finalment es va fer molt famosa i es considera el seu crit de guerra. Amb aquest programa van arribar a molta més gent i van començar a generar una legió de fans, encara que el capítol que més es va veure no va arribar el milió i mig d'espectadors.
També van fer aparicions esporàdiques en programes de varietats com a Tutti Frutti, ¿Pero esto qué es? o Vip Noche.

### Tornada als escenaris
Es van cansar del món televisiu pel ritme i la tensió que els exigia el rodatge. Des de llavors han fet aparicions esporàdiques en televisió. El següent que van gravar per a la pantalla petita va ser una sèrie de vídeos per a la col·lecció Magos del humor, amb altre ritme més pausat i amb molt de control per la seva banda.
Des de llavors s'han centrat en les actuacions en teatres i han fet aparicions en distints mitjans. El 10 de maig de 2000 van estrenar la revista digital lamandibula.com, dintre del portal www.canal21.com, amb personatges com a "Opacman, les aventures i desventures del superhome que no deixa passar la llum a través del seu cos", o amb "El Cansamino", un concurs de preguntes i respostes en el qual guanya qui contesta de forma més surrealista a les preguntes que se li proposen. Es va crear a l'abric del boom d'Internet de finals dels noranta i finalment va tancar pocs anys després.
Han aparegut a la ràdio, fugaçment al cinema i recentment han publicat dos llibres sobre els seus espectacles, amb sengles vídeos. També han realitzat diversos treballs per separat, si bé Cansado ha estat molt més prolífic que Faemino.

## Estil d'humor
Els seus espectacles es componen d'una successió de gags, generalment sobre situacions corrents dutes a l'absurd. Solen ser històries molt treballades i amb molts detalls. No parlen d'actualitat, no realitzen imitacions, no fan acudits sobre polítics ni es vesteixen de mestressa. Quasi no empren decorat ni vestimentes especials.
El seu humor també es considera surrealista perquè barregen el senzill i l'intel·lectual tractant temes atemporals. Busquen la interacció amb el públic, que ha d'entendre els seus jocs de paraules i dobles sentits. De fet, recomanen al seu públic haver acabat l'educació obligatòria per a apreciar completament el seu humor.

## Espectacles
- Siempre perdiendo (1995)
- Visto o no visto (1998)
- Están aquí dentro
- Cuanto más viejos más pellejos (2005)
- Son Dos (2007)
- Parecido no es lo mismo (2010)
- Como en casa ni hablar (2014)

## Televisió
- La bola de cristal (1984-1988)
- Cajón desastre (1988-1991)
- El orgullo del tercer mundo (1994)
- Programes de varietats: 
  - Tutti frutti (1990)
  - ¿Pero esto qué es?
  - Vip noche (1991-1992)
  - Gala TP d'Or 1997 (1998)
  - Crónicas marcianas

## Llibres
- Siempre perdiendo (2002 – Editat amb vídeo homònim)
- El orgullo del tercer mundo (2003 – Editat amb un vídeo homònim)

## Videografia
- Tres vídeos a la col·lecció Magos del humor
- Dentro d'una manada de pumas
- Siempre perdiendo (2002)
- El orgullo del tercer mundo (2003)

## Cinema
- Torrente: el brazo tonto de la ley (1998)

## Treballs en solitari
Javier Cansado:
- El chispazo (ràdio - M80)
- La ventana (ràdio - Cadena SER)
- De nueve a nueve y media (ràdio - Cadena SER)
- Airbag (cinema - 1997)

Carlos Faemino:
- Soy un nenúfar solitario (cançó amb Pepín Tre del disc 18 Boleros chulos)